# Jicchak Golan
Jicchak Golan (hebr.: יצחק גולן, ang.: Yitzhak Golan, ur. 27 sierpnia 1912 w Chodorowie, zm. 14 października 1991) – izraelski polityk, w latach 1959–1965 oraz 1966–1977 poseł do Knesetu z list Partii Progresywnej, Partia Liberalnej oraz Niezależnych Liberałów.

## Życiorys
Wychowywał się w Polsce, w 1936 wyemigrował do stanowiącej brytyjski mandat Palestyny. W wyborach parlamentarnych w 1959 po raz pierwszy dostał się do izraelskiego parlamentu. Zasiadał w Knesetach IV, V, VI, VII i VIII kadencji. 16 marca 1965 znalazł się w grupie byłych działaczy Partii Progresywnej (Pinchas Rosen, Mosze Kol, Jizhar Harari, Rachel Kohen-Kagan, Beno Kohen, Jehuda Sza’ari), którzy – w sprzeciwie przeciwko planowanemu połączeniu Liberałów z Herutem i stworzeniu Gahalu – opuścili Partię Liberalną tworząc nowe ugrupowanie – Niezależnych Liberałów. W wyborach 1965 i 1973 nie zdobywał mandatu, jednak obejmował go kilka tygodni później, po rezygnacji z mandatu poselskiego polityków Niezależnych Liberałów, którzy obejmowali funkcje ministerialne – zastępował odpowiednio Moszego Kola i Gidona Hausnera.